# قتل بیژن ابراهیمی
بیژن ابراهیمی پناهندهٔ معلول ایرانی به بریتانیا بود. وی به دلیل آزارهای همسایگان خود، بارها با پلیس منطقهٔ شهر بریستول تماس گرفته بود، ولی تلاشی برای محافظت از او صورت نگرفت. نهایتاً وی در ۲۰ تیرماه ۱۳۹۲ خورشیدی به‌دست همسایگان خود، به‌طرز فجیعی آسیب دید و سپس به آتش کشیده شد. مرگ وی به پرونده‌ای مهم در مورد امنیت و «روش برخورد کشورهای پذیرنده با پناهجویان» و «تبعیض نژادی» تبدیل شد. گفته شده «طرفداری نژادپرستانه پلیس بریتانیا» –چه به صورت آگاهانه یا ناخودآگاه– موجب شده تا پلیس نتواند از کشته شدن بیژن ابراهیمی جلوگیری کند. بنا به محتویات پرونده، بیژن ابراهیمی در طول ۶ سال اقامت خود در بریستول، بارها به پلیس مراجعه کرده و به دلیل رفتار نژادپرستانه و تهدید همسایگان خود از پلیس درخواست کمک کرده بود اما پلیس به ادعاهای او توجه نکرد.
در دادگاهی، «گروه مستقل شکایات پلیس» پس از جمع‌آوری شواهد و تشکیل یک پرونده، سه مأمور پلیس و افسر مددکار اجتماعی، شامل کوین دافی ۵۱ ساله، هلن هایرس ۴۰ ساله، لینه وینتر ۳۷ ساله و اندرو پاسمور ۵۵ ساله افسر مددکار اجتماعی پلیس بریستول، را متهم کرده بود که در کمک به ابراهیمی کوتاهی کرده و اقدامات لازم را برای دفاع از وی به عمل نیاورده‌اند. نهایتاً دو تن از آنها مجرم شناخته شدند. در مکالماتِ ضبط شدهٔ پلیس با ابراهیمی، شنیده می‌شود که یک پلیسِ زن، آشکارا به وی توهین می‌کند. همچنین در نواری دیگر، یک پلیس او را بی هیچ دلیلی، دروغگو می‌خواند. در تحقیقات مشخص شد که تهمت همسایگان به بیژن ابراهیمی، دروغ و با قصدِ آزار و فراری دادن وی از خانه‌اش بود و در آن پرونده، پلیس با سوگیری به طرفداری از همسایگانی پرداخته بود که نهایتاً وی را به قتل رساندند. وی تا آخرین روزِ زندگی خود چشم‌انتظار برخورد پلیس با همسایگان خود بود که البته هیچ گونه حمایتی از وی صورت نگرفت.
در نهایت بیژن ابراهیمی با نژادپرستی تمام به قتل رسید.